# Аймененеги
Аймененеги — река в России, протекает по Суоярвскому району Карелии. Впадает в расположенное на границе с Пряжинским районом Сямозеро — исток Сяпси. Длина реки — 14 км.
Протекает через озеро Эймерви.

## Данные водного реестра
По данным государственного водного реестра России относится к Балтийскому бассейновому округу, водохозяйственный участок реки — Шуя, речной подбассейн реки — Свирь (включая реки бассейна Онежского озера). Относится к речному бассейну реки Нева (включая бассейны рек Онежского и Ладожского озера).
Код объекта в государственном водном реестре — 01040100112102000014462.